# Flègies
|  | Per a altres significats, vegeu «Flègies (poble)». |

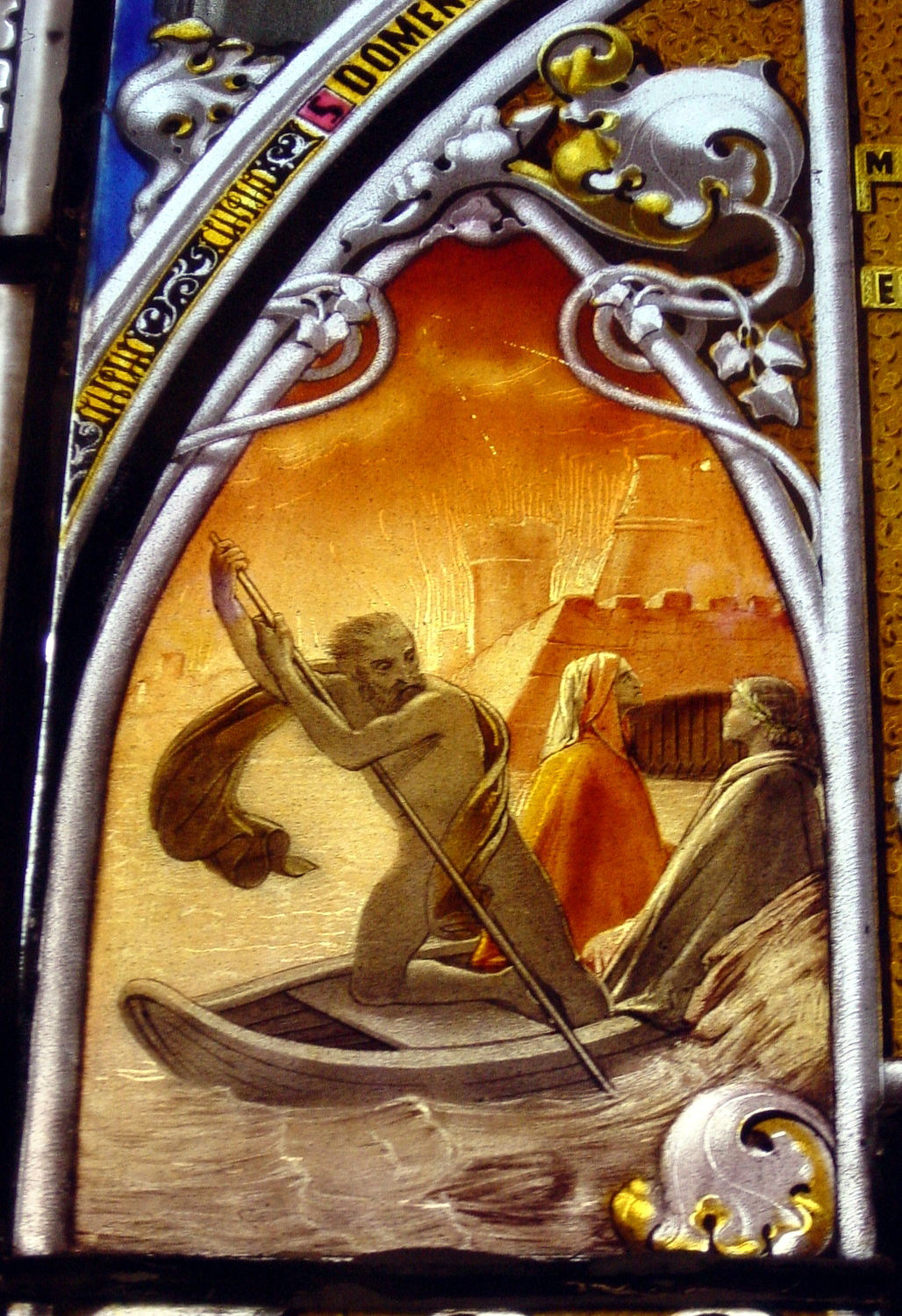
Flègies amb Dante i Virgili, vitrall vuitcentista del Museo Poldi Pezzoli de Milà.

En la mitologia grega, Flègies o Flègias (en grec antic: Φλεγύας, Flegyas) era Rei dels Làpites, fill d'Ares i Crise, una de les dues filles d'Halmos. La tradició li atribueix bastants fills, però és més conegut com a pare d'Ixíon i de Coronis.
La seva filla Coronis era amant d'Apol·lo. Mentre estava embarassada d'Asclepi, Coronis es va enamorar d'un mortal, Isquis. Un corb va assabentar al déu de l'afer, que encolerit el va convertir de blanc, tal com era fins aquell moment, en negre, i va demanar a la seva germana Àrtemis que matés a l'amant i a Coronis (l'infant va ser salvat pel déu que el va donar al centaure Quiró perquè l'eduqués). En venjança per l'assassinat de la seva filla, Flègies va calar foc al tempre d'Apol·lo a Delfos, i el déu el va matar.
En el llibre VI de l'Eneida, Virgili acusa Flègies d'haver estat un tirà cruel, d'haver canviat lleis d'acord amb suborns i d'haver violat la seva filla Coronis. Per la seva impietat, Flègies és condemnat a l'infern.
Apol·lodor explica que Flègies va ser mort a Eubea per Licos i Nicteu, que després d'aquest acte es van exiliar a Tebes. No se sap per quina raó el van matar.
A la Divina Comèdia del Dant Flègies apareix al cinquè cercle de l'Infern, fent de barquer de les ànimes que travessen l'Estix.